# Tomáš Baťa
Tomáš Baťa [ˈtomaːʃ ˈbɑtjɑ] (Zlín, 3 april 1876 – Otrokovice, 12 juli 1932) was een Tsjechisch fabrikant, filantroop, zakenman, burgemeester, en medeoprichter van de multinationale onderneming Baťa, die is gespecialiseerd in de productie van schoenen. Baťa is vooral bekend geworden omdat hij een pionier was in de automatisering van het schoenenproductieproces en zijn sociale personeelsbeleid. Baťa werd verkozen als 21e in de televisieshow Největší Čech (De Grootste Tsjech).

## Biografie

### Het gezin
Baťa werd geboren als het derde en jongste kind uit het tweede huwelijk van zijn vader, schoenmaker en koopman, Antonín Baťa Sr. (1844-1905) met Anna Baťová-Minaříková (1839-1884). Hij had één oudere zuster Anna Baťová (1872-1936) en één oudere broer Antonín Tomáš Baťa Jr (1874-1908). Baťa's moeder, Anna, was voor haar huwelijk met Antonín Baťa, de weduwe van František Bartoš. Na zijn overlijden erfde zij diens grote schoenmakerswerkplaats die tot beschikking kwam van senior toen zij op 14 september 1869 met hem in het huwelijk trad. Hierdoor kon hij zijn werkzaamheden als schoenmaker uitbreiden.

### Jeugd
Op 3 april 1876 werd Baťa geboren in Zlín, Tsjechië, wat toentertijd een klein dorp was in het Oostenrijks-Hongaarse Rijk. Reeds op 6-jarige leeftijd maakte Baťa schoenen voor poppen. Baťa's moeder stierf op 22 oktober 1884 toen hij pas acht jaar oud was. In 1887 verhuisde het gezin naar het toentertijd economisch welvarendere Uherské Hradiště. Vader Antonín hertrouwde aldaar twee jaar later op 22 november 1886 met Ludmila Hrušťáková (1857-1939). Samen kregen zij vijf kinderen, te weten Jindřich Tomáš Baťa, Leopold Baťa (1887-1920), Marie Baťová (1893-1981), Bohuslav Vaclav Baťa (1895-onb.) en Jan Karel Antonín Baťa (1898-1965). Baťa werkte voor het bedrijf van zijn vader, onder andere als schoenmaker. In 1891 op 15-jarige leeftijd vertrok Baťa naar Wenen om daar zijn vaardigheden te verbeteren. Hij sprak echter geen tot heel matig Duits en zijn pogingen tot het verkopen van schoenen vielen tegen, waarop hij alweer snel huiswaarts keerde.

### Oprichting Baťa

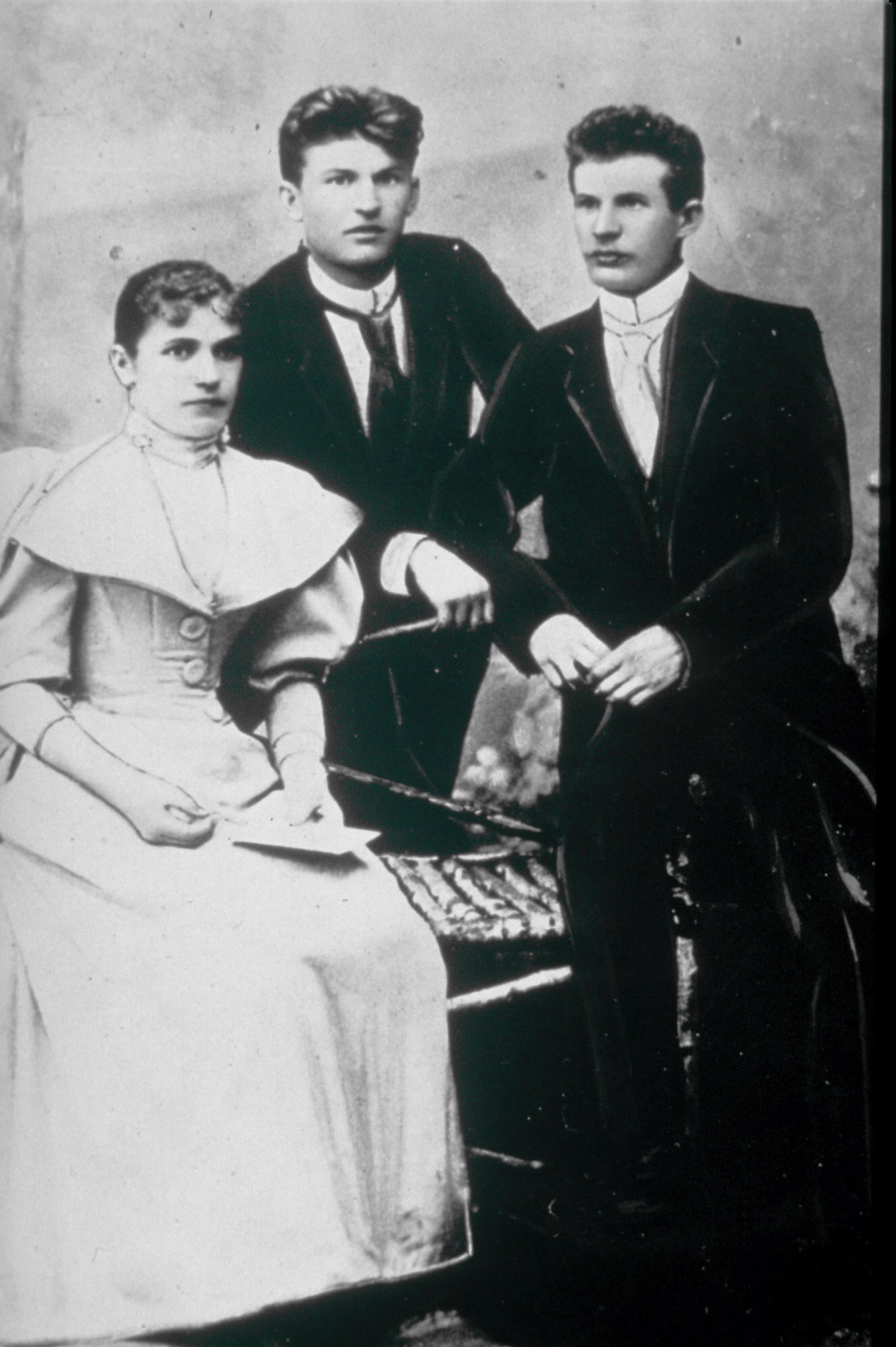
v.l.n.r.: Anna Baťová, Antonín en Tomáš Baťa

In 1894 keerde Tomáš samen met zijn zuster Anna en zijn broer Antonín terug naar Zlín en samen begonnen zij daar een schoenwerkplaats. De vergunning werd afgegeven op 21 september 1894 en staat op naam van Antonín Baťa. In 1895 gingen de zaken slecht en Antonín werd opgeroepen om zijn dienstplicht te vervullen in het keizerlijke leger. Het bedrijf, met 50 werknemers, werd gerund door Tomáš en hij wist een faillissement af te wenden. In 1897 gingen de zaken weer goed, de Baťovka (een lichte canvas schoen met een neus en een hiel vervaardigd uit leer) die in een geautomatiseerd proces kon worden geproduceerd, was een groot succes. In 1898 trad Anna Baťová in het huwelijk met Jindřich Schiebel. Antonín Baťa overleed op 8 juni 1908 ten gevolge van tuberculose.

### Huwelijk
Op 16 april 1912 stapte Baťa in het huwelijk met Marie Menčíková, dochter van historicus Ferdinand Menčík en zuster van Alexander Menčík, gouverneur van de okres Prostějov. Ze was hoogopgeleid, sprak meerdere talen en steunde Baťa in zijn werk als industrieel, door ook te werken binnen het bedrijf. Op 17 september 1914 wordt hun zoon Tomáš Jan Baťa geboren in Praag. Deze zou uiteindelijk, na het overlijden van Baťa in 1932, het bedrijf vóór en tijdens de Tweede Wereldoorlog verder uitbouwen in India, en Canada. Na de oorlog vormde hij het bedrijf om tot een internationaal opererend bedrijf.

### Overlijden
Op 12 juli 1932 crashte Baťa's vliegtuig in Otrokovice ten gevolge van slecht weer. Baťa had zijn piloot, de 39-jarige Jindřich Brouček (1893-1932), ondanks slecht weer ertoe bewogen toch te gaan vliegen want hij wilde een nieuwe fabriek in aanbouw, in Zurich, Zwitserland, bezoeken. Kort nadat het vliegtuig was opgestegen stortte het neer. Jindřich Brouček en Baťa waren op slag dood. Tomáš Baťa is 56 jaar oud geworden.

### Nasleep
Na het dodelijk ongeval werd het bedrijf Baťa verder geleid door Baťa's halfbroer Jan Antonín Baťa (1898-1965) tot kort voor de Tweede Wereldoorlog waarna Baťa's zoon Tomáš Jan Baťa het overnam.

## Het succes van Baťa, zijn personeel, en Zlín

### Het personeel van Baťa
Baťa beschouwde zichzelf een socialist, hij betaalde zijn personeel gemiddeld meer dan andere industriëlen en liet hun ook delen in de winst. Hij geloofde dat wanneer zijn personeel zich goed voelde en meeprofiteerde van de welvaart, dat dit ook goed zou zijn voor zijn bedrijf. Baťa noemde zijn personeel: collega's. Een bekend voorbeeld van zijn beleid was dat hij in 1917 zijn personeel de kans bood een kilo vlees van hem te kopen voor 6 kronen, terwijl de normale prijs per kilo 30 kronen was. Tevens is Baťa bekend van zijn Baťadorpen, zoals het Baťadorp te Best in Nederland, waarmee hij sinds 1912 gekwalificeerd personeel voorzag van goedkope woonruimte nabij zijn fabrieken en hierbij ook een beroep deed op hun loyaliteit. In 17 landen zijn Baťadorpen terug te vinden. Maar tevens dwong hij zijn personeel tot een gezonde levensstijl, Baťa verbood hen te roken en alcohol te drinken. Personeel wat zittend werk verrichtte, werd geadviseerd vooral fruit en groenten te eten, alle anderen aten ook vlees.

### Baťa
In 1897 begon hij met het produceren van de Baťovka, de eerste fabrieksschoen die kon worden geproduceerd in een geautomatiseerd productieproces. In 1904 kocht hij een stoommachine om de schoenproductie te vergroten. Een grote productie van een goedkope maar kwalitatief degelijke schoen was zijn doel. Om meer te leren over de industrialisatie werkte hij in 1905 enige tijd als arbeider in een schoenenfabriek in de Verenigde Staten, tevens bezocht hij fabrieken in Engeland en Pruisen, het latere Duitsland. Na het overlijden van zijn broer Antonín Baťa op 8 juni 1908 ten gevolge van tuberculose, leidde hij alleen het bedrijf, volgens zijn eigen filosofie. Baťa wilde zijn bedrijf verder moderniseren en zich gaan toeleggen op machineproductie. In 1910 schafte hij de lunchpauzes thuis af en liet zijn personeel lunchen in een kantine in de fabriek. In 1927 introduceerde hij de lopende band in zijn fabriek, toentertijd een noviteit in de schoenenindustrie, hierdoor steeg de productiegraad 75%.

### Zlín
In 1923 werd Baťa verkozen tot burgemeester van de stad Zlín. Tussen 1926 en 1927 presenteerde hij, in zijn hoedanigheid als burgemeester van Zlín, samen met de Tsjechische architect František Lydie Gahura, de plannen om Zlín om te vormen tot een tuinstad om zo een prettigere woonomgeving te creëren voor zijn personeel en de bevolking van Zlín. De stad Zlín floreerde door de activiteiten van Baťa, onder andere door het openen van twee scholen in 1925, één voor jongens en één voor meisjes, en het openen van een bibliotheek in het kasteel van Zlín dat hij had gekocht in 1929. De jongens kregen vakken als techniek, wiskunde, 'schoenmaken' aangeboden, evenals de vakken: conversatie, sociaal gedrag en het dragen van hoge hoeden. Baťa redeneerde dat de laatste vakken belangrijk waren om jezelf goed staande te houden in zakelijke contacten.

## Trivia
- Parallel aan de Moravarivier, in zuidoost Tsjechië, ten westen van de plaatsjes Veselí nad Moravou en Vnorovy, stroomt het Baťakanaal (Tsjechisch: Baťův kanál). Het is gegraven tussen 1934 en 1938 en ter ere van Baťa naar hem vernoemd.[19]

## Links
- (en)  Bata information centre Website over Tomáš Baťa en het bedrijf Baťa.
- (cs)  Tomáš I. : O ševci, který dobyl svět Tsjechische documentaire over Baťa.